# قرار مجلس الأمن التابع للأمم المتحدة رقم 22
قرار مجلس الأمن التابع للأمم المتحدة رقم 22، الذي تم تبنيه في 9 أبريل 1947، أوصى بأن تأخذ المملكة المتحدة وألبانيا نزاعهما بشأن غرق سفينتين بريطانيتين بسبب الألغام في مضيق كورفو في 22 أكتوبر 1946 إلى محكمة العدل الدولية.
تم تبني القرار بأغلبية 8 أصوات، مع امتناع بولندا والاتحاد السوفيتي عن التصويت. لم تشارك المملكة المتحدة في التصويت.